# Леснянки
Леснянки (лат. Batrachyla) — род бесхвостых земноводных из семейства Пискуньи. Обитают в Аргентине и Чили.

## Классификация
На январь 2023 года в род включают 5 видов:
- Batrachyla antartandica Barrio, 1967 — Глазчатобрюхая леснянка
- Batrachyla fitzroya Basso, 1994
- Batrachyla leptopus Bell, 1843 — Тонконогая леснянка
- Batrachyla nibaldoi Formas, 1997
- Batrachyla taeniata (Girard, 1855) — Стройная леснянка